# Otó I de Grècia

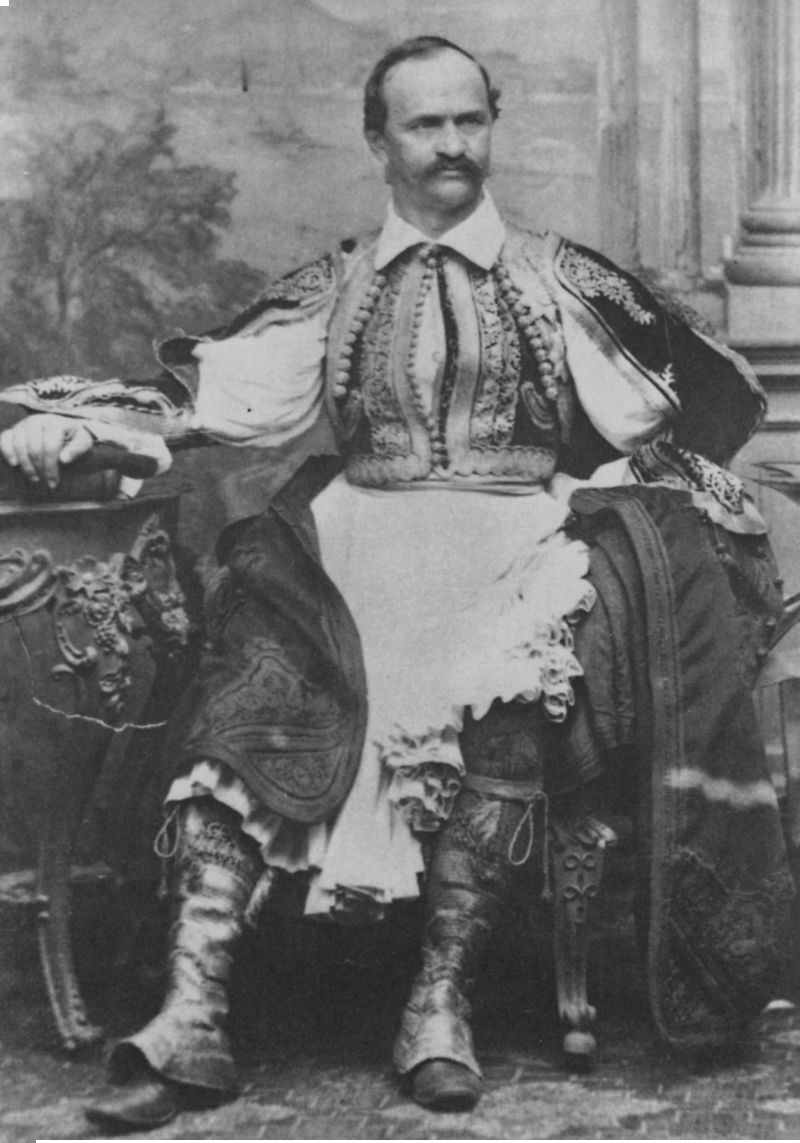
El rei Otó I de Grècia amb vestit tradicional grec, en una fotografia de 1865 durant el seu exili a Baviera

Otó I, (Όθων A') (Otó de Wittelsbach, príncep de Baviera) (Castell de Mirabell, Salzburg, Àustria, 1 de juny de 1815 - Bamberg, Baviera, 26 de juliol de 1867), fou rei de Grècia de 1832 a 1862
Otó era el segon fill de Lluís I de Baviera, i per tant, el germà petit de Maximilià II de Baviera, i tiet de Lluís II de Baviera. Fou proclamat rei de Grècia el 1832 en aplicació dels acords de Londres pels quals es reconeixia la independència de Grècia de l'Imperi Otomà, sota la protecció de les Grans Potències: Gran Bretanya, França i Rússia.
Com que, el 1832, Otó encara era menor d'edat, a Grècia es va constituir un consell de regència format per cortesans bavaresos; arribat a la majoria d'edat, Otó I va apartar del govern els antics regents, força impopulars, i va governar com a monarca absolut fins que, per tal d'evitar una revolta, el 1843 va haver de concedir una constitució.
Otó I sempre va dependre del suport de les Grans Potències; per això, després que Grècia fos sotmesa a bloqueig naval per part de la Gran Bretanya el 1850 i el 1853, per evitar un atac grec contra l'Imperi Otomà durant la Guerra de Crimea, l'autoritat del rei va entrar en crisi fins que, el 1862, fou destronat. Otó va morir exiliat a Baviera el 1867.